# Роса, Петер
Йо́хан Пе́тер Ро́са (дат.  Johan Peter Raadsig; 18 октября 1806, Копенгаген — 1 июля 1882, Копенгаген) — датский художник жанровой и исторической живописи. Основными темами его работ была история Дании и Скандинавии и сюжеты из Нового завета.

## Биография и образование
Петер Роса родился в Копенгагене 18 октября 1806 года в семье Сёрена Кристиана Росы и его жены Элен Полин, урождённой Полсен. Его отец был кормчим и погиб в кораблекрушении в 1808 году. Мать Петера вышла замуж во второй раз за С. Д. Энгеля, управляющего усадьбой Скьёлленэсхольм (дат.  Skjoldenæsholm). Несколько лет детства Петер провёл с отчимом. Позже он воспитывался в Копенгагене. В 1821 году Роса поступил в Датскую королевскую академию изящных искусств. В академии успешно продвигался по школам. В 1827 году он перешёл в модельную школу. В 1830 году стал обладателем малой серебряной медали, а в 1831 году выиграл большую серебряную медаль. Написанные им за время учёбы портреты и небольшие исторические картины сослужили ему репутацию «прилежного и талантливого художника». С 1838 года он подавал заявку на финансовую поддержку от фонда «Fonden ad usus publicos» для образовательной заграничной поездки, но, несмотря на рекомендации академии, так её и не получил. Его работы были положительно оценены Торвальдсеном и Эккерсбергом. Воодушевлённый признанием таких людей, Роса предпринял поездку за свой счёт сначала в Рим (1841-45), затем в Мюнхен (1845-46). Там ему пришлось существовать в условиях жёсткой экономии. Однако заграничная стажировка не принесла ему ощутимых результатов в продвижении в первые ряды, поскольку именно в тот период сформировался большой круг молодых и перспективных художников и Роса оказался в их тени. Оказывая ему поддержку, Королевская галерея купила две его картины, из которых «Продавец реликвий в Олевано» (дат.  En relikviehandler i Olevano) считалась лучшей. После возвращения на родину он продал галерее ещё одну работу — «Настоятель Бэккескова» (дат.  Abbeden af Bækkeskov).
Петер Роса не был женат и не имел детей. Он умер 1 июля 1882 года в Копенгагене и был похоронен на кладбище в Рингстеде.

## Творчество
Основной темой в начале творчества Петера Росы была историческая картина. В течение 1830-х годов Петер Роса в своих полотнах воплощал сюжеты из датской и скандинавской истории такими, какими они воспринимались в литературе того времени, например, в исторических произведениях Б. С. Ингеманна, в поэзии Кристиана Винтера и Ове Маллинга, где описывались великие и добрые поступки датчан, норвежцев и голштинцев. В 1838 году Роса создаёт картину «Король Вальдемар и его люди». Название картины созвучно названию исторической поэмы Ингеманна «Valdemar den Store og hans Maend» (Вальдемар Великий и его люди), написанной в 1824 году. В своих картинах Роса показывал важные для датчан исторические моменты. Одним из поворотных событий в датской истории является взятие ютландского города Раннерса Нильсом Эббесеном с его отрядом в 1340 году и последующая казнь гольштейнского графа Герхарда III, за которым стояли прогерманские силы. В 1836 году Петер Роса написал картину «Нильс Эббесен навещает бедную женщину по пути в Раннерс на утро после смерти графа Герхарда III». Помимо исторической картины Роса также создавал картины с мифологическими сюжетами. Одним из таких примеров является картина «Одиссей, узнанный Эвриклеей», 1839 г..
В период с 1841 по 1845 год Роса работал в Риме. Это было его первым образовательным заграничным путешествием. Здесь он писал жанровые сценки из народной жизни итальянцев, вдохновлённый гравюрами римского художника Бартоломео Пинелли. Одним из замечательных творений этого периода является картина «Торговец реликвиями в Олевано», написанная в 1844 году.
В 1862 году Петер Роса посещает рыбацкую деревушку Скаген на севере Ютландии. Он был одним из первых художников, изобразивших в своих картинах жизнь скагенских рыбаков, прибрежные пейзажи и дюны окрестностей Скагена. Позже, в конце 1870-х, это место привлечёт к себе внимание многих художников, которые будут известны как Скагенская группа. Начиная с 1860-х и до конца жизни Роса создаёт много работ на религиозную тему. Примером таких работ являются «Крещение Христа», 1863; «Христос в Эмаусе», 1864; «Христос является двум женщинам», 1881 г..
Работы Петера Росы находятся в различных музеях Дании: Государственном музее искусств, художественном музее Скагена, музее Кронборга, художественном музее в Борнхольме, в музее Хьёринга.
- Работы Петера Росы в Государственном художественном музее
- Нильс Эббесен навещает бедную женщину по пути в Раннерс на утро после смерти графа Герхарда III, 1836
- Епископ Рембер выкупает христианских узников у язычников, 1837
- Вальдемар Великий благодарный дому матери Абсалона, где он нашел убежище после нападения в Роскилле, 1840
- Торговец реликвиями в Олевано, 1844
- Йенс Хольгерсен Ульфстанн вылечивает настоятеля Бэккескова от ожирения, заставляя его работать в кузнице, 1845
- Ингольф Арнарсон, первый норвежский поселенец в Исландии, 1850

## Выставки
- Шарлоттенборг, весенняя выставка. 1830, 1832-41, 1843-83;
- Академия искусств, Стокгольм. 1850, 1860, 1866, 1868, 1870;
- Северная художественная выставка. Копенгаген, 1872;
- Кунстфорейнинн. 1882, 1942;
- Ратуша. 1901;
- Живопись Дании в Риме в девятнадцатом веке. Палаццо Браски, Рим, 1977;
- Государственный музей искусств, 1977—1978.

## Работы
| Работы                                           | Работы                                                                                                   | Работы | Работы                                                            |
| Год создания                                     | Название                                                                                                 | Оригинальное название                                                                                               | Местонахождение                                                   |
| ------------------------------------------------ | --- | --- | ----------------------------------------------------------------- |
| выставлялась в 1835                              | Охота (подарок Кристиана VIII графу Ф. Д. Ревентлову)                                                    | En klapjagt |                                                                   |
| выставлялась в 1836                              | Нильс Эббесен навещает бедную женщину по пути в Раннерс на утро после смерти графа Герхарда              | Niels Ebbesen besøger en fattig kone på vej til Randers, morgenen efter grev Gerts død                              | Государственный музей искусств, Дания                             |
| выставлялась в 1837                              | Епископ Рембер выкупает христианских узников у язычников                                                 | Biskop Rembert frikøber kristne fanger af hedninger                                                                 | Государственный музей искусств, Дания                             |
| 1838                                             | Король Вальдемар и его люди (конкурсная работа на премию Нойхаузен)                                      | Kong Valdemar og liden Else                                                                                         |                                                                   |
| 1839                                             | Одиссей, узнанный Эвриклеей (конкурсная работа на малую золотую медаль)                                  | Odysseus genkendes af Eurykleia                                                                                     | Государственный музей искусств, Дания                             |
| выставлялась в 1840                              | Вальдемар Великий благодарный дому матери Абсалона, где он нашел убежище после нападения в Роскилле      | Valdemar den Store bliver forbundet i Absalons moders hus, hvor han har søgt tilflugt efter overfaldet i Roskilde   | Государственный музей искусств, Дания                             |
| 1844                                             | Торговец реликвиями в Олевано                                                                            | En relikviehandler i Olevano                                                                                        | Государственный музей искусств, Дания                             |
| ок. 1841-45                                      | Римская прядильщица                                                                                      | En romersk spinderske                                                                                               | Художественный музей Хьёрринга (с 1964 г. Музей венской культуры) |
| 1845                                             | Йенс Хольгерсен Ульфстанн вылечивает настоятеля Беккескова от ожирения, заставляя его работать в кузнице | Jens Holgersen Ulfstand kurerer abbeden til Bækkeskov for hans fedme ved at tvinge ham til at arbejde i hans smedie | Государственный музей искусств, Дания                             |
| 1846                                             | Башенная комната в Кронборге                                                                             | Tårnværelse på Kronborg                                                                                             | Торговый и морской музей, Кронборг                                |
| 1852                                             | Хорнбек                                                                                                  | Hornbæk | Художественный музей Вайле                                        |
| 1857                                             | Воры на допросе окружного судьи (отмечена премией Нойхаузен)                                             | Vildttyve i forhør hos en birkedommer                                                                               |                                                                   |
| 1857                                             | Не прикасайся ко Мне                                                                                     | Noli me tangere | Церковь Бьеверскоу                                                |
| 1862                                             | Высокие дюны на пляже                                                                                    | Høje klitter ved stranden                                                                                           | Художественный музей Скагена                                      |
| 1863                                             | Крещение Христа                                                                                          | Kristi dåb | Церковь Валсёлилле (дат. Valsølille Kirke)                        |
| 1864                                             | Христос в Эмаусе                                                                                         | Kristus i Emaus | Церковь в Глоструп (дат. Glostrup Kirke)                          |
| приобретена ассоциацией Кунстфорейнинн в 1870 г. | Между дюнами в Скагене                                                                                   | Mellem klitterne i Gl. Skagen                                                                                       | Художественный музей Скагена                                      |
| 1876                                             | Рандклёве Скор, Борнхольм                                                                                | Randkløve Skår, Bornholm                                                                                            | Борнхольмский художественный музей                                |
| 1881                                             | Христос является двум женщинам                                                                           | Kristus viser sig for de to kvinder                                                                                 | Церковь Аллиннемауле (дат. Allindemagle Kirke)                    |
|                                                  | Сапожная мастерская                                                                                      | Et skomagerværksted                                                                                                 | Художественный музей Вайле                                        |